# Kreisreform Thüringen 1994

Kreisreform in Thüringen 1994
Farbige Flächen: alte Landkreise, Kfz-Kennzeichen in schwarzer Schrift
Schwarze Grenzen: neue Landkreise, Kfz-Kennzeichen in roter Schrift

Bei der Kreisreform in Thüringen am 1. Juli 1994 wurden die Landkreise und kreisfreien Städte im Freistaat Thüringen neu gegliedert. Die Anzahl der Landkreise wurde von 35 auf 17 reduziert und die kreisfreien Städte durch Eingliederung umliegender Gemeinden vergrößert. Der Landkreis Nordhausen war der einzige Landkreis, der bei dieser Kreisreform unverändert bestehen blieb.

## Gesetzgebungsverfahren
Nach der Wiedergründung des Landes Thüringen am 3. Oktober 1990 bestand das Land aus 35 Landkreisen und 5 kreisfreien Städten. Von den insgesamt 1707 Gemeinden, die sich stark in Einwohnerzahl und Flächengröße unterschieden, hatten 916 weniger als 500 Einwohner. Schon kurz danach setzte sich die Erkenntnis durch, dass die vorhandene Struktur nicht den Aufgaben der kommunalen Daseinsvorsorge gerecht wird.
Daher wurde im April 1992 mit der Planung der Neugliederung begonnen. Auf der Grundlage der Vorschläge einer Sachverständigenkommission des Innenministeriums sowie der Stellungnahmen der Kreise und Gemeinden wurde ein Gesetzentwurf erarbeitet und am 15. Juli 1993 als Gesetz zur Neugliederung der Landkreise und kreisfreien Städte in Thüringen (ThürNGG) vom Landtag verabschiedet. Das Gesetz trat am 1. Juli 1994 in Kraft.

## Alte Landkreise
| Landkreis/ kreisfreie Stadt  | Fläche in km² | Einwohner (1989) | Einwohner pro km² | Kfz- Kennzeichen | neuer Kreis                                                                                                 |
| ---------------------------- | ------------- | ---------------- | ----------------- | ---------------- | --- |
| Landkreis Altenburg          | 345           | 101.749          | 295               | ABG              | Landkreis Altenburg                                                                                         |
| Landkreis Apolda             | 243           | 48.161           | 198               | APD              | Landkreis Weimar-Land                                                                                       |
| Landkreis Arnstadt           | 502           | 65.405           | 130               | ARN              | Ilm-Kreis, teilweise an Landkreis Gotha                                                                     |
| Landkreis Artern             | 473           | 54.274           | 115               | ART              | Kyffhäuserkreis, teilweise an Landkreis Sömmerda                                                            |
| Landkreis Bad Salzungen      | 622           | 89.168           | 143               | SLZ              | Wartburgkreis                                                                                               |
| Landkreis Eisenach           | 708           | 113.832          | 161               | ESA              | Wartburgkreis                                                                                               |
| Landkreis Eisenberg          | 242           | 33.316           | 138               | EIS              | Holzlandkreis                                                                                               |
| Landkreis Erfurt             | 535           | 47.108           | 88                | EF               | Landkreis Sömmerda, teilweise an kreisfreie Stadt Erfurt, Landkreis Gotha, Ilm-Kreis, Landkreis Weimar-Land |
| Erfurt                       | 106           | 217.035          | 2048              | EF               | vergrößert                                                                                                  |
| Landkreis Gera               | 470           | 57.418           | 122               | G                | Landkreis Greiz, teilweise an kreisfreie Stadt Gera                                                         |
| Gera                         | 78            | 132.257          | 1695              | G                | vergrößert                                                                                                  |
| Landkreis Gotha              | 768           | 142.325          | 185               | GTH              | Landkreis Gotha                                                                                             |
| Landkreis Greiz              | 228           | 54.971           | 241               | GRZ              | Landkreis Greiz                                                                                             |
| Landkreis Heiligenstadt      | 385           | 42.843           | 111               | HIG              | Landkreis Eichsfeld                                                                                         |
| Landkreis Hildburghausen     | 697           | 58.608           | 84                | HBN              | Landkreis Hildburghausen                                                                                    |
| Landkreis Ilmenau            | 347           | 67.912           | 196               | IL               | Ilm-Kreis, teilweise kreisfreie Stadt Suhl                                                                  |
| Landkreis Jena               | 367           | 33.679           | 92                | J                | Holzlandkreis, teilweise an kreisfreie Stadt Jena, Landkreis Weimar-Land                                    |
| Jena                         | 59            | 105.825          | 1794              | J                | vergrößert                                                                                                  |
| Landkreis Langensalza        | 507           | 45.962           | 91                | LSZ              | Unstrut-Hainich-Kreis, teilweise an Wartburgkreis und Landkreis Gotha                                       |
| Landkreis Lobenstein         | 356           | 28.525           | 80                | LBS              | Saale-Orla-Kreis, teilweise an Schwarza-Kreis                                                               |
| Landkreis Meiningen          | 705           | 69.084           | 98                | MGN              | Landkreis Schmalkalden-Meiningen, teilweise an Landkreis Hildburghausen                                     |
| Landkreis Mühlhausen         | 574           | 90.497           | 158               | MHL              | Unstrut-Hainich-Kreis                                                                                       |
| Landkreis Neuhaus am Rennweg | 321           | 37.212           | 116               | NH               | Landkreis Sonneberg, teilweise an Schwarza-Kreis                                                            |
| Landkreis Nordhausen         | 714           | 108.457          | 152               | NDH              | unverändert                                                                                                 |
| Landkreis Pößneck            | 411           | 52.503           | 128               | PN               | Saale-Orla-Kreis, teilweise an Schwarza-Kreis                                                               |
| Landkreis Rudolstadt         | 469           | 67.636           | 144               | RU               | Schwarza-Kreis                                                                                              |
| Landkreis Saalfeld           | 337           | 58.605           | 174               | SLF              | Schwarza-Kreis                                                                                              |
| Landkreis Schleiz            | 455           | 31.929           | 70                | SCZ              | Saale-Orla-Kreis                                                                                            |
| Landkreis Schmalkalden       | 406           | 64.552           | 159               | SM               | Landkreis Schmalkalden-Meiningen                                                                            |
| Landkreis Schmölln           | 224           | 31.607           | 141               | SLN              | Landkreis Altenburg                                                                                         |
| Landkreis Sömmerda           | 556           | 65.735           | 118               | SÖM              | Landkreis Sömmerda                                                                                          |
| Landkreis Sondershausen      | 598           | 53.806           | 90                | SDH              | Kyffhäuserkreis, teilweise an Unstrut-Hainich-Kreis                                                         |
| Landkreis Sonneberg          | 306           | 57.854           | 189               | SON              | Landkreis Sonneberg                                                                                         |
| Landkreis Stadtroda          | 272           | 32.821           | 121               | SRO              | Holzlandkreis                                                                                               |
| Landkreis Suhl               | 387           | 44.756           | 116               | SHL              | Landkreis Hildburghausen, teilweise an kreisfreie Stadt Suhl, Landkreis Schmalkalden-Meiningen, Ilm-Kreis   |
| Suhl                         | 66            | 56.125           | 850               | SHL              | vergrößert                                                                                                  |
| Landkreis Weimar             | 543           | 44.627           | 82                | WE               | Landkreis Weimar-Land, teilweise an kreisfreie Stadt Weimar                                                 |
| Weimar                       | 51            | 61.583           | 1208              | WE               | vergrößert                                                                                                  |
| Landkreis Worbis             | 558           | 75.521           | 135               | WBS              | Landkreis Eichsfeld                                                                                         |
| Landkreis Zeulenroda         | 263           | 38.594           | 147               | ZR               | Landkreis Greiz                                                                                             |

Quelle: Statistisches Jahrbuch der DDR, Band 1990 (S. 3 bis 6)

## Neue Landkreise

### Holzlandkreis
Der Holzlandkreis mit der Kreisstadt Eisenberg wurde neu gebildet aus:
- dem bisherigen Landkreis Eisenberg
- dem bisherigen Landkreis Stadtroda
- dem bisherigen Landkreis Jena mit Ausnahme der Gemeinden Cospeda, Drackendorf, Drößnitz, Isserstedt, Jenaprießnitz, Krippendorf, Maua und Münchenroda

### Ilm-Kreis
Der Ilm-Kreis mit der Kreisstadt Arnstadt wurde neu gebildet aus:
- dem bisherigen Landkreis Arnstadt mit Ausnahme der Gemeinde Crawinkel
- dem bisherigen Landkreis Ilmenau mit Ausnahme der Gemeinde Vesser
- der Gemeinde Gehlberg aus dem bisherigen Landkreis Suhl
- der Gemeinde Rockhausen und dem Ortsteil Bechstedt-Wagd der Gemeinde Egstedt aus dem bisherigen Landkreis Erfurt

### Kyffhäuserkreis
Der Kyffhäuserkreis mit der Kreisstadt Sondershausen wurde neu gebildet aus:
- dem bisherigen Landkreis Artern mit Ausnahme der Gemeinden Bilzingsleben und Kannawurf
- dem bisherigen Landkreis Sondershausen mit Ausnahme der Gemeinde Zaunröden

### Landkreis Altenburg
Der Landkreis Altenburg mit der Kreisstadt Altenburg wurde neu gebildet aus:
- dem bisherigen Landkreis Altenburg
- dem bisherigen Landkreis Schmölln

Bereits zum 11. August 1994 erfolgte die Umbenennung in Landkreis Altenburger Land.

### Landkreis Eichsfeld
Der Landkreis Eichsfeld mit der Kreisstadt Heilbad Heiligenstadt wurde neu gebildet aus:
- dem bisherigen Landkreis Heiligenstadt
- dem bisherigen Landkreis Worbis

### Landkreis Gotha
Der Landkreis Gotha mit der Kreisstadt Gotha wurde neu gebildet aus:
- dem bisherigen Landkreis Gotha
- der Gemeinde Crawinkel aus dem bisherigen Landkreis Arnstadt
- den Gemeinden Burgtonna und Gräfentonna aus dem bisherigen Landkreis Langensalza
- den Gemeinden Apfelstädt, Bienstädt, Dachwig, Döllstädt, Gamstädt, Gierstädt, Großfahner, Ingersleben, Neudietendorf, Nottleben und Zimmernsupra aus dem bisherigen Landkreis Erfurt

### Landkreis Greiz
Der Landkreis Greiz mit der Kreisstadt Greiz wurde neu gebildet aus:
- dem bisherigen Landkreis Gera mit Ausnahme der Gemeinden Aga, Cretzschwitz, Falka, Hain, Hermsdorf, Roben, Röpsen, Söllmnitz, Thränitz, Trebnitz und Weißig sowie des Ortsteils Naulitz der Stadt Ronneburg
- dem bisherigen Landkreis Greiz
- dem bisherigen Landkreis Zeulenroda

### Landkreis Hildburghausen
Der Landkreis Hildburghausen mit der Kreisstadt Hildburghausen wurde neu gebildet aus:
- dem bisherigen Landkreis Hildburghausen
- dem Hauptteil des Landkreises Suhl
- den Gemeinden Haina, Mendhausen, Milz, Römhild und Westenfeld des bisherigen Landkreises Meiningen

### Landkreis Saalfeld-Rudolstadt
Der Landkreis Saalfeld-Rudolstadt mit der Kreisstadt Saalfeld wurde neu gebildet aus:
- dem bisherigen Landkreis Rudolstadt
- dem bisherigen Landkreis Saalfeld
- den Gemeinden Buchbach, Cursdorf, Deesbach, Gebersdorf, Gräfenthal, Großneundorf, Katzhütte, Lichte, Lichtenhain/Bergbahn, Lichtenhain bei Gräfenthal, Lippelsdorf, Mellenbach-Glasbach, Meura, Meuselbach-Schwarzmühle, Oberweißbach, Piesau, Reichmannsdorf, Schmiedefeld und Unterweißbach aus dem bisherigen Landkreis Neuhaus am Rennweg
- den Gemeinden Brennersgrün, Lehesten, Lothra, Röttersdorf und Schmiedebach aus dem bisherigen Landkreis Lobenstein
- der Gemeinde Lausnitz bei Pößneck aus dem bisherigen Landkreis Pößneck

### Landkreis Schmalkalden-Meiningen
Der Landkreis Schmalkalden-Meiningen mit der Kreisstadt Meiningen wurde neu gebildet aus:
- dem bisherigen Landkreis Meiningen mit Ausnahme der Gemeinden Haina, Mendhausen, Milz, Römhild und Westenfeld
- dem bisherigen Landkreis Schmalkalden
- den Gemeinden Benshausen, Christes, Ebertshausen, Kühndorf, Oberhof, Rohr, Schwarza, Viernau, Zella-Mehlis aus dem bisherigen Landkreis Suhl

### Landkreis Sömmerda
Der Landkreis Sömmerda mit der Kreisstadt Sömmerda wurde neu gebildet aus:
- dem bisherigen Landkreis Sömmerda
- den Gemeinden Bilzingsleben und Kannawurf aus dem bisherigen Landkreis Artern
- dem Hauptteil des bisherigen Landkreises Erfurt

### Landkreis Sonneberg
Der Landkreis Sonneberg mit der Kreisstadt Sonneberg wurde neu gebildet aus:
- dem bisherigen Landkreis Neuhaus am Rennweg mit Ausnahme der Gemeinden Buchbach, Cursdorf, Deesbach, Gebersdorf, Gräfenthal, Großneundorf, Katzhütte, Lichte, Lichtenhain/Bergbahn, Lichtenhain bei Gräfenthal, Lippelsdorf, Mellenbach-Glasbach, Meura, Meuselbach-Schwarzmühle, Oberweißbach, Piesau, Reichmannsdorf, Schmiedefeld und Unterweißbach
- dem bisherigen Landkreis Sonneberg

### Landkreis Weimarer Land
Der Landkreis Weimarer Land mit der Kreisstadt Apolda wurde neu gebildet aus:
- dem bisherigen Landkreis Apolda
- dem bisherigen Landkreis Weimar mit Ausnahme der Gemeinde Gaberndorf, Gelmeroda, Legefeld, Niedergrunstedt, Possendorf, Süßenborn, Taubach und Tröbsdorf
- den Gemeinden Klettbach und Mönchenholzhausen aus dem bisherigen Landkreis Erfurt
- der Gemeinde Drößnitz aus dem bisherigen Landkreis Jena

### Saale-Orla-Kreis
Der Saale-Orla-Kreis mit der Kreisstadt Schleiz wurde neu gebildet aus:
- dem bisherigen Landkreis Lobenstein mit Ausnahme der Gemeinden Brennersgrün, Lehesten, Lothra, Röttersdorf und Schmiedebach
- dem bisherigen Landkreis Pößneck mit Ausnahme der Gemeinde Lausnitz bei Pößneck
- dem bisherigen Landkreis Schleiz

### Unstrut-Hainich-Kreis
Der Unstrut-Hainich-Kreis mit der Kreisstadt Mühlhausen/Thüringen wurde neu gebildet aus:
- dem bisherigen Landkreis Langensalza mit Ausnahme der Gemeinden Behringen, Burgtonna, Craula, Gräfentonna, Reichenbach, Tüngeda und Wolfsbehringen
- dem bisherigen Landkreis Mühlhausen
- der Gemeinde Zaunröden aus dem bisherigen Landkreis Sondershausen

### Wartburgkreis
Der Wartburgkreis mit der Kreisstadt Bad Salzungen wurde neu gebildet aus:
- dem bisherigen Landkreis Eisenach
- dem bisherigen Landkreis Bad Salzungen
- den Gemeinden Behringen, Craula, Reichenbach, Tüngeda und Wolfsbehringen aus dem bisherigen Landkreis Langensalza.

Zeitgleich wurde die Eingemeindung von Lerchenberg, Hötzelsroda, Neuenhof-Hörschel, Stedtfeld, Stockhausen und Wartha-Göringen in die Stadt Eisenach vollzogen, die dadurch den Status Große kreisangehörige Stadt erwarb; Eisenach erlangte erst mit Wirkung vom 1. Januar 1998 die Kreisfreiheit und verlor sie am 1. Juli 2021 mit der Eingliederung in den Wartburgkreis wieder.

## Erweiterte kreisfreie Städte

### Erfurt
In die kreisfreie Stadt Erfurt wurden am 1. April 1994 die Gemeinden Alach, Ermstedt und Frienstedt aus dem Landkreis Erfurt eingegliedert. Am 1. Juli 1994 kamen Büßleben, Egstedt (ohne den am 30. Juni 1974 nach Kirchheim umgegliederten Ortsteil Bechstedt-Wagd), Kerspleben, Kühnhausen, Linderbach-Azmannsdorf, Mittelhausen, Molsdorf, Niedernissa, Schwerborn, Stotternheim, Tiefthal, Vieselbach, Waltersleben und Windischholzhausen aus dem bisherigen Landkreis Erfurt hinzu. Am 12. Oktober 1994 folgte Töttelstedt, das zuletzt dem Landkreis Sömmerda angehörte.

### Gera
In die kreisfreie Stadt Gera wurden am 1. April 1994 die Gemeinden Aga, Cretzschwitz, Falka, Hermsdorf, Roben und Söllmnitz aus dem Landkreis Gera eingegliedert. Am 1. Juli 1994 kamen die Gemeinden Hain, Röpsen, Thränitz, Trebnitz und Weißig sowie der Ortsteil Naulitz der Stadt Ronneburg aus dem bisherigen Landkreis Gera hinzu.

### Jena
In die kreisfreie Stadt Jena wurden am 1. April 1994 die Gemeinden Drackendorf und Maua aus dem Landkreis Jena eingegliedert. Am 1. Juli 1994 kamen die Gemeinden Cospeda, Isserstedt, Jenaprießnitz, Krippendorf, Kunitz und Münchenroda aus dem bisherigen Landkreis Jena hinzu.

### Suhl
In die kreisfreie Stadt Suhl wurden am 1. April 1994 die Gemeinden Albrechts, Dietzhausen und Wichtshausen aus dem Landkreis Suhl sowie die Gemeinde Vesser aus dem Landkreis Ilmenau eingegliedert.

### Weimar
In die kreisfreie Stadt Weimar wurden am 1. April 1994 die Gemeinden Gelmeroda, Niedergrunstedt, Possendorf und Taubach aus dem Landkreis Weimar eingegliedert. Am 14. April 1994 folgte Süßenborn. Gaberndorf, Legefeld und Tröbsdorf kamen am 1. Juli 1994 aus dem bisherigen Landkreis Weimar hinzu.